# William Whitelaw Blanco
William Whitelaw Blanco (Montevideo, 1946 - Buenos Aires, 1976) fou un activista i militant tupamaro uruguaià, assassinat a l'Argentina durant la dictadura militar.

## Biografia
Whitelaw era membre del Moviment d'Alliberament Nacional - Tupamaros. El 1971, després d'ésser detingut, va ser expulsat de l'Uruguai pel govern i es va exiliar a Xile. No obstant això, l'11 de setembre de 1973, amb el cop d'Estat contra el govern de Salvador Allende, Whitelaw es va traslladar a Buenos Aires al costat de la seva parella.
Va ser segrestat a la seva casa el 13 de maig de 1976 al costat de Rosario del Carmen Barredo i dels seus dos fills petits, María Victoria, de 18 mesos, Máximo Fernando, de 3 mesos, i Gabriela Schroeder Barredo, de quatre anys.
El 21 de maig, va aparèixer el seu cos juntament amb el de Rosario Barredo, el del president de la Cambra de Diputats Héctor Gutiérrez Ruiz i el senador Zelmar Michelini en un cotxe abandonat, amb ferides de bala i evidents signes de violència.
El 16 de novembre de 2006 el jutge uruguaià Roberto Timbal va sotmetre a procés i a presó preventiva a l'exdictador Juan María Bordaberry Arocena i al canceller de la dictadura cívico-militar uruguaiana, Juan Carlos Blanco, "com a coautors responsables de quatre delictes d'homicidi molt especialment agreujats".